# Rupert Charles Barneby
Pour les articles homonymes, voir Barneby.
Rupert Charles Barneby (né le 6 octobre 1911 et mort le 5 décembre 2000) est un botaniste d'origine britannique, autodidacte, spécialiste des Fabaceae (Légumineuses).

## Éléments biographiques
Barneby a été employé par le Jardin botanique de New York des années 1950 jusqu'à peu avant sa mort.
À côté des Fabaceae, il a également travaillé sur les Menispermaceae et de nombreuses autres familles. Barneby a abondamment publié, nommé et décrit plus de 1 100 nouvelles espèces.
Son partenaire pour la vie était Harry Dwight Dillon Ripley (1908-1973).

## Hommages
25 espèces portent son nom ainsi que quatre genres: Barnebya (en), Barnebyella, Barnebydendron et Rupertia.
Il a reçu de nombreux prix prestigieux botaniques, dont The New York Botanical Garden's Henry Allan Gleason Award (1980), The American Society of Plant Taxonomists' Asa Gray Award (1989), The International Association for Plant Taxonomy's Engler Silver Medal (1992) et The International Botanical Congress's Millennium Botany Award (1999).

## Œuvres
- Atlas of North American Astragalus, dans Memoirs of the New York Botanical Garden, vol. 13, New York, 1964, 1188 p.
- Daleae Imagines : An Illustrated Revision of Errazurizia Philippi, Psorothamnus Rydberg, Marina Liebmann, and Dalea Lucanus emend. Barneby, including all species of Leguminosae tribe Amorpheae Borissova ever referred to Dalea, dans Memoirs of the New York Botanical Garden, vol. 27, New York, 1977, 892 p.  (ISBN 0893270024)
- Monographic Studies in Cassia (Legumonosae Caesalpinioideae). III. Sections Absus and Grimaldia (avec Howard S. Irwin), dans Memoirs of the New York Botanical Garden, vol. 30, New York, 1978, 300 p.  (ISBN 0893271977)
- The American Cassiinae : A Synoptical Revision of Leguminosae Tribe Cassieae subtribe Cassiinae in the New World (avec Howard S. Irwin), dans Memoirs of the New York Botanical Garden, vol. 35, New York, 1982, 918 p.  (ISBN 0893272418)
- Fabales, dans Intermountain Flora : Vascular plants of the Intermountain West, U.S.A., vol. 3B, Bronx, New York, 1989, 279 p.  (ISBN 0893273473)
- Sensitivae Censitae : A Description of the Genus Mimosa Linnaeus (Mimosaceae) in the New World, dans Memoirs of the New York Botanical Garden, vol. 65, New York, 1991  (ISBN 089327366X)
- Silk Tree, Guanacaste, Monkey's Earring : A generic system for the synandrous Mimosaceae of the Americas (avec James W. Grimes), dans Memoirs of the New York Botanical Garden, vol. 74, New York, 1996-1997  (ISBN 0893273953),  (ISBN 0893274143)